# ليوبوف تشيركاشينا
ليوبوف فيكتوروفنا تشاركاشينا (البيلاروسية: Любоў Віктараўна Чаркашына ؛ الروسية: Любовь Викторовна Черкашина ، من مواليد 23 ديسمبر 1987) هو لاعبة جمباز إيقاعي سابقة، هي صاحبة الميدالية البرونزية في الألعاب الأولمبية الصيفية 2012، وبطلة الكرة والأندية الأوروبية لعام 2011.

## روابط خارجية
- Liubou Charkashyna في الاتحاد الدولي للجمباز

- Liubou Charkashyna  على موقع اللجنة الأولمبية الدولية
- Lyubov Cherkashina على إنستغرام